# Eugenia vaughanii
Eugenia vaughanii é uma espécie de planta da família Myrtaceae. É endêmica em Maurícia e seu hábitat natural são regiões subtropicais ou tropicais de secas florestas.